# Peter Anthony Lawrence
Peter Anthony Lawrence (* 23. Juni 1941 in der damaligen Grafschaft West Yorkshire, England)  ist ein britischer Entwicklungsbiologe. Er arbeitet am Department für Zoologie sowie im Labor für molekulare Biologie der University of Cambridge. Lawrence ist Mitglied der Royal Society.

## Karriere
Lawrence promovierte 1962–1965 zum PhD in Fach Insektenphysiologie an der University of Cambridge; die Veröffentlichung folgte im Jahr darauf. Zwei Stipendien erlaubten ihm Forschungsaufenthalte als Post-Doktorand in den USA: 1965–1966 an der University of Virginia in Charlottesville sowie 1966–1967 an der Western Reserve University in Cleveland, Ohio. Schließlich kehrte er mit einem Postdoc-Stipendium zurück an die University of Cambridge. Am MRC-Labor für molekulare Biologie erhielt er 1969 eine Dauerstelle im wissenschaftlichen Stab und ist am Laboratory of Molecular Biology der Abteilung Zoologie Universität Cambridge als MRC Emeritus Scientist.
Lawrence wurde 1976 zum Mitglied der European Molecular Biology Organization (EMBO) und 1983 zum Mitglied der britischen Royal Society gewählt. Als Mitherausgeber der Zeitschrift Cell wirkte er 1983–1989. Die gleiche Funktion übte er 1987–1989 beim EMBO Journal aus und er war 30 Jahre Herausgeber der Zeitschrift Development. Im Jahr 2012 ernannte ihn die Royal Entomological Society zum Ehrenmitglied; gleiche Ehrung erfuhr er 2013 von der britischen Gesellschaft für Entwicklungsbiologie. 2000 wurde er auswärtiges Mitglied der schwedischen Akademie der Wissenschaften. Er erhielt 1994 die Darwin-Medaille und 2007 mit Ginés Morata den Prinzessin-von-Asturien-Preis.

## Forschung
Lawrence bewegte die Gestaltbildung der Tiere, beispielhaft untersucht an der Taufliege Drosophila. Er suchte Antworten auf die Frage, welche Art von Information ein Tier ausformt, ob es dafür allgemeine Muster gibt. Er ist ein prominenter Vertreter der ursprünglich von Antonio García-Bellido kommenden Idee, dass Zellen sich in Gradienten von Morphogenen entwickeln. Die abnehmende bzw. zunehmende Konzentration solcher Signalmoleküle bestimme die Spezialisierung der im Gradienten aufeinander folgenden Zellen.  Dabei arbeitete er auch mit Ginés Morata zusammen.
Diese Hypothese besagt, dass eine Gruppe von embryonalen Zellen gemeinschaftlich ein Territorium (einen Klon oder ein Kompartment) bilden. Damit die Entwicklung fortschreitet, löst ein „Selektorgen“ in einer Untergruppe dieser klonalen Zellen ein Signal aus, wonach sie sich in zwei Gruppen trennen und nun nachbarliche Territorien bilden. Studien zur Flügelentwicklung bei Drosophila unterstützten die Hypothese.
Die Herstellung einer Fliege ist ein besonderes Buch, das die molekulare Entwicklungsbiologie von Drosophila schildert: vor allem die Forschungsergebnisse, weniger die Details der Labortechniken. Die Kapitel heißen:
1. Die Mutter und das Ei
2. Die ersten Koordinaten [für den Embryo]
3. Musterbildung des Embryos
4. Zellabstammung und Zellzuteilung
5. Wählschalter-Gene
6. Positionsinformation und Polarität
7. Abstände-Muster
8. Das Auge

Hier werden Molekularbiologie und Entwicklungsgenetik zusammen gedacht. Daraus erhellt, dass gegenüber dem Aufbau eines Lebewesens die Menge genetischer Information unterschätzt wurde, welche seinen Entwurf und seine Organisation erfordern.
Dieses Buch entwickelt nicht nur die metamorphischen Schritte der individuellen Entwicklung, sondern prägte auch das Selbstverständnis des Autors: unter demselben Titel veröffentlichte er seine Biografie (siehe „Weblinks“: Selbstauskunft).
Lawrence verfolgt weiterhin das wesentliche Problem der Individualentwicklung: Wie wird der Teil eines Zell-Kompartments unterschiedlich zu einem anderen Bereich? Die Wirkung der Signalmoleküle lässt sich besonders deutlich auf der Ebene einschichtiger Epithelien untersuchen. Das Problem der Polarität (Vorgabe einer Richtung zusätzlich zur Ortsabhängigkeit) untersuchte er insbesondere mit Gary Struhl.
Er ist bekannt für seine Kritik am zeitgenössischen Wissenschaftsbetrieb mit einer Reihe von Veröffentlichungen seit den 1990er Jahren. Als Hauptproblem sieht er die zu große Zahl von Wissenschaftlern, die um Stellen konkurrieren, was zu einer seiner Ansicht nach für die Wissenschaft schädlichen Einführung von zweifelhaften Bewertungsmetriken von Wissenschaftlern über ihre Veröffentlichungen führte. Außerdem besteht ein Drang zur schnellen Publikation aufgrund der scharfen Konkurrenz vieler Wissenschaftler und die erzwungene Präsentation in einer Form, die möglichst viel Aufmerksamkeit finden soll. Die Konkurrenz um Forschungsstipendien lenkt nach Lawrence außerdem die bewertenden Senior-Wissenschaftler von der wissenschaftlichen Arbeit ab und führt zur Bevorzugung trendiger Themen.

## Schriften (Auswahl)
Außer die in den Fußnoten zitierten Aufsätze.
- mit A. García-Bellida, G.  Morata: Compartments in animal development, Scientific American, Band 241, Juli 1979, S. 102–110.
- The making of a fly: The genetics of animal design. Blackwell Science 1992
- mit Gary Struhl: Morphogens, Compartments and Pattern: Lessons from Drosophila ?, Cell, Band 85, 1996, S. 951–961
- mit Lewis Wolpert, Cheryll Tickle, Alfonso Martinez-Arias, James Locke: Principles of Development, 6. Auflage, Oxford University Press 2019